# Stazione di Dormelletto Paese
La stazione di Dormelletto Paese è una fermata ferroviaria posta sulla linea Arona-Novara, a servizio dell'omonimo comune. A Dormelletto è presente anche un'altra stazione posta sulla linea Domodossola-Milano.

## Storia
La fermata di Dormelletto Paese venne attivata il 15 marzo 1935.

## Strutture e impianti
La fermata è gestita da Rete Ferroviaria Italiana la quale ai fini commerciali classifica l'impianto nella categoria "Bronze".
Il fabbricato viaggiatori è abbandonato. La stazione dispone di un unico binario, quello della linea Arona-Novara per il servizio viaggiatori anche se questo è affiancato dal binario della linea Santhià-Arona, sprovvisto di marciapiede.

## Movimento
La stazione è servita da treni regionali feriali svolti da Trenitalia nell'ambito del contratto di servizio stipulato con la Regione Piemonte.